# Duisburger FV 08
Duisburger FV 08 is een Duitse voetbalclub uit Duisburg, Noordrijn-Westfalen.

## Geschiedenis
De club werd in juni 1908 opgericht als Hochfelder Fußball Club, Hochfeld is een stadsdeel van Duisburg. De club, die in rood-witte gestreept shirt en witte broek speelde, sloot zich aan bij de West-Duitse voetbalbond (WSV). In 1912 promoveerde de club naar de tweede klasse. In 1914 werd de huidige naam en clubkleuren aangenomen. In 1919 speelde de club voor het eerst in de hoogste klasse, toen de Noordrijncompetitie en werd vierde op 11 clubs. Na dit seizoen werden de clubs uit Duisburg overgeheveld naar de Bergisch-Markse competitie. In het eerste seizoen was er één reeks voor de regio Duisburg en de club werd vicekampioen achter stadsrivaal Duisburger SpV, in deze tijd was die club een van de topclubs van Duitsland. Het volgende seizoen werden de reeksen samengevoegd en in deze sterke competitie wist FV met voorsprong de titel binnen te halen. In de West-Duitse eindronde werd de club vijfde op zes clubs.
Na dit seizoen werden de clubs opnieuw naar een andere competitie overgeheveld, de nieuwe Nederrijnse competitie. De competitie werd over twee jaar gespeeld en elk seizoen werd één ronde gespeeld. Na de heenronde in 1922/23 stond FV tweede met één punt achterstand op SpV. In de terugronde kon SpV de voorsprong echter nog wat vergroten naar drie punten. Het volgende seizoen stond FV na de heenronde vier punten achter en kon dit in de terugronde beperken tot twee punten. Dat jaar was er wel nog een troostprijs want de vicekampioenen mochten nu ook naar de eindronde. In een groep met zeven clubs werd FV derde. Hierna werd de competitie opnieuw over één seizoen gespreid en er kwamen twee reeksen. De club werd samen met Meidericher SpV 02 groepswinnaar en versloeg deze in de finale met 3:2 en speelde dan nog tegen de andere groepswinnaar, Duisburger SpV en verloor beide wedstrijden. In de eindronde voor vicekampioenen werd de club opnieuw derde. Het volgende seizoen eindigde de club op een teleurstellende vijfde plaats en ook de volgende seizoenen eindigde FV steeds in de middenmoot. In 1931/32 kwam de remonte toen de club weer groepswinnaar werd. De finale werd gespeeld tegen Meidericher SpV en na een 0:4 nederlaag won de club met 3:2, doelsaldo was toen niet van belang en er volgde een derde wedstrijd die Meiderich helaas won en er was dit jaar geen eindronde meer voor vicekampioenen. Het volgende seizoen eindigde de club samen met Duisburger TSV 1899 op de eerste plaats en verloor de strijd om de groepswinst.
In Duitsland was intussen de NSDAP aan de macht gekomen, die het voetbal compleet herstructureerde. De West-Duitse bond en acht competities werden ontbonden en vervangen door drie Gauliga’s. Door de goede notering was FV 08, in tegenstelling tot rivaal SpV hiervoor geselecteerd. De clubs kwamen nu tegenover sterke teams uit Essen, Düsseldorf en München-Gladbach te staan. In het eerste seizoen werd de club zesde op twaalf teams. Na nog twee seizoenen in de middenmoot volgde een degradatie in 1936/37 en de club slaagde er niet meer in te promoveren. Datzelfde jaar bereikte de club wel nog de 1/8ste finale van de Tschammerpokal, de voorloper van de DFB-Pokal en verloor hier van Borussia Dortmund.
Na de Tweede Wereldoorlog begon de club opnieuw in de Bezirksklasse en promoveerde in 1947 naar de Landesliga en twee jaar later naar de Oberliga West, dat nu de hoogste klasse was, echter werd de club laatste en degradeerde weer. Het volgende seizoen liep de club een onmiddellijke terugkeer net mis, maar het jaar erna degradeerde de club zelfs. Het duurde tot 1962 vooraleer de club opnieuw kon promoveren en werd voorlaatste. In 1964 waren er gesprekken om te fuseren met Duisburger SC 1900, maar deze laatste zag hier geen voordeel in en de fusie sprong af. In 1966/67 plaatste de club zich voor de eerste ronde van de DFB-Pokal, maar verloor hier meteen van Schwarz-Weiß Essen. Op sportief vlak gleed de club weg naar de Bezirksliga, intussen de vijfde klasse.
In 1982 promoveerde de club weer naar de Verbandsliga en speelde datzelfde jaar een vriendschappelijke wedstrijd tegen het grote FC Bayern München. Voor 12.000 toeschouwers verloor de club met 1:4 van de grootmacht. In 1984/5 bereikte de club opnieuw de eerste ronde van de DFB-Pokal en verloor daar van Bundesligaclub SV Waldhof Mannheim. In 1988 degradeerde de club en keerde terug in 1991. In 1994 was de club dicht bij een promotie naar de Oberliga Nordrhein, maar miste deze net. Na degradatie uit de Verbandsliga in 1998 gleed de club af tot de Kreisliga A in 2003 en in 2009 volgde zelfs degradatie naar de Kreisliga B, de laagste klasse.

## Erelijst
Kampioen Bergisch-Mark
1922